# Break the Cycle
Break the Cycle è il terzo album in studio del gruppo musicale statunitense Staind, pubblicato il 22 maggio 2001 dalla Flip Records e dalla Elektra Records.
Rispetto ai dischi precedenti, più crudi, si denota una maggiore attenzione alla melodia senza però dimenticare le proprie radici, ed è attualmente il loro album più venduto. Il primo singolo estratto dall'album è It's Been Awhile, destinato a diventare una delle canzoni di maggior successo nella storia delle classifiche rock americane, essendo stata n. 1 sia nella Hot Mainstream Rock Tracks che nella Alternative Songs per, rispettivamente, ben 20 e 16 settimane. Tuttavia sarà il secondo singolo, la struggente Outside, a diventare il vero e proprio inno della band. Oltre alla versione originale, ne esiste un celeberrimo duetto acustico live (con tanto di videoclip) tra Aaron Lewis e Fred Durst dei Limp Bizkit (che in realtà appare solo nel ritornello conclusivo), inclusa in seguito nelle edizioni europee e australiane dell'album. Seguono i singoli Fade e For You, quest'ultimo decisamente vicino alle ritmiche più dure e serrate degli esordi. Quinto e ultimo singolo dell'album è la ballata acustica Epiphany, il cui video è stato girato da Fred Durst.

## Tracce

### Edizione Standard
Testi e musiche di A. Lewis, M. Mushok, J. April e J. Wysocki.
1. Open Your Eyes – 3:52
2. Pressure – 3:22
3. Fade – 4:03
4. It's Been Awhile – 4:25
5. Change – 3:36
6. Can't Believe – 2:48
7. Epiphany – 4:17
8. Suffer – 3:59
9. Warm Safe Place – 4:35
10. For You – 3:25
11. Outside – 4:52
12. Waste – 3:56
13. Take It – 3:37

### Bonus track Stati Uniti
1. It's Been Awhile (Acustica) – 4:30

### Bonus track Australia ed Europa
1. Outside (Live & Acustica) – 5:41

## Singoli
- It's Been Awhile
- Outside
- Fade
- For You
- Epiphany

## Classifiche
Negli Stati Uniti l'album ha debuttato primo in classifica con 767 000 copie vendute nella prima settimana. Per tre settimane Break the Cycle si è trovato alla posizione numero 1 ed è rimasto in classifica per 70 settimane. Entro la quindicesima settimana ha venduto circa 2,9 milioni di copie e in totale 8 milioni solo negli Stati Uniti.
| Paese       | Posizione |
| ----------- | --------- |
| Italia      | 13        |
| Regno Unito | 1         |
| Stati Uniti | 1         |

## Formazione
- Aaron Lewis - voce, chitarra elettrica, chitarra acustica
- Mike Mushok - chitarra elettrica
- Johnny April - basso, voce secondaria
- Jon Wysocki - batteria